# Muzeul de Arheologie și Artă Religioasă „Gheorghe Petre”
Muzeul de Arheologie și Artă Religioasă „Gheorghe Petre” este un muzeu județean din Băile Govora, amplasat în sediul renovat al fostei Vile Alexandru Iliescu situată pe Strada Sfatului nr. 14. 
Înființat în 1974 prin donația făcută de către preotul Gheorghe Petre din Govora Sat, arheolog autodidact. Clădirea este monument în stil eclectic. 
Fondul muzeistic îl constituie Colecția de arheologie, carte și artă veche românească a preotului Gheorghe Petre - Govora, care timp de peste trei decenii a cercetat plaiurile vâlcene și a adunat un bogat și interesant material arheologic, numismatic, obiecte de artă și carte veche românească. În sprijinul acestei acțiuni, autoritățile județene și locale au pus la dispoziția noului locaș de cultură, o casă în centrul stațiunii. 
Parterul clădirii, compus din patru camere, este rezervat arheologiei, iar etajul conține expoziția de carte veche românească, icoane pictate pe lemn și sticlă din secolele XVII - XIX și obiecte de artă creștină. 
Colecția de arheologie conține peste 4.000 de piese, începând cu perioada preglaciară reprezentată prin exponate fosile de mamut, Ursus arctes și Ursus spaeleus din paleoliticul superior, epoca neolitică, perioada de tranziție spre bronz, începutul și epoca bronzului clasic (exemplare de excepție ale unor vase din cultura Verbicioara), prima și a doua epocă a fierului, precum și un bogat material arheologic ce documentează formarea, continuitatea și prezența poporului român în hotarele lui firești. 
În anul 1977, muzeul se mută în fosta Vilă Pănciulescu din Str. Tudor Vladimirescu nr. 109, iar din anul 2014 colecția se află în sediul renovat al fostei Vile Alexandru Iliescu.

Clădirea muzeului este declarată monument istoric, având codul VL-II-m-B-09646.

Muzeul de Arheologie si Arta Religioasa Gheorghe Petre Govora, secția Arheologie
Muzeul de Arheologie si Arta Religioasa Gheorghe Petre Govora-sectia Arheologie
Muzeul de Arheologie si Arta Religioasa Gheorghe Petre Govora-sectia Arheologie 3
Muzeul de Arheologie si Arta Religioasa Gheorghe Petre Govora, sectia Arta Religioasa